# 2020年東京パラリンピックのシエラレオネ選手団
2020年東京パラリンピックのシエラレオネ選手団は、2021年8月24日から9月5日まで日本の東京で開催された2020年東京パラリンピックシエラレオネ選手団の名簿。

## 選手団
- 人員: 選手 2人
- 開会式旗手: ソリエ・カルグボ、フアン・ジャクソン

## 種目別選手・スタッフ名簿及び成績

### 陸上
| 選手               | 種目           | 結果      | 順位 |
| ------------------ | -------------- | --------- | ---- |
| ソリエ・カルグボ   | 男子走幅跳 T47 | 5.78m PB  | 12位 |
| フアン・ジャクソン | 女子やり投 F46 | 24.16m PB | 10位 |